# Two and a Half Men
Two and a Half Men is een Amerikaanse sitcom, bedacht door Lee Aronsohn en Chuck Lorre. De populaire sitcom liep tussen 2003 en 2015 twaalf seizoenen op de Amerikaanse televisiezender CBS.
De hoofdrollen werden van 2003 tot 2011 (seizoen 1 t/m 8) vertolkt door Charlie Sheen, Jon Cryer en Angus T. Jones. Van 2013 tot 2015 bestond de hoofdcast uit Cryer en Ashton Kutcher. De serie wordt in Nederland regelmatig uitgezonden op de zender Veronica en in België regelmatig op VTM 2, Play4 en Play6.
In eerste instantie was Charlie Sheen een van de hoofdrolspelers. Door drank- en drugsproblemen van Sheen werd de serie in 2011 tijdelijk stopgezet. Alhoewel er in 2010 al contractueel werd vastgelegd dat er ten minste tot en met het jaar 2012 nieuwe afleveringen zouden worden geproduceerd, braken de makers, nadat Sheen bedenker en producent Chuck Lorre openlijk afviel, de productie van het achtste seizoen halverwege af. Nadat Sheen, die de hoofdrol van rokkenjager en pianist Charlie Harper speelde, werd ontslagen uit Two and a Half Men, tekende Ashton Kutcher om het nieuwe hoofdpersonage Walden Schmidt te spelen.
In 2013 verliet Angus T. Jones, die de rol van Jake Harper speelde, op eigen verzoek de hoofdcast. In november 2012 noemde Jones de sitcom 'walgelijk'. Na zijn vertrek werd Angus T. Jones lid van een christenfundamentalistische kerk. Tijdens het tiende seizoen was hij bovendien al maar in de helft van de afleveringen te zien geweest.
De reeks was uitermate populair in de tijd van Sheen, die een personage speelde dat losjes gebaseerd was op zijn eigen leefstijl. Echter, na zijn ontslag taande het succes en de reeks daalde in de achting van het Amerikaanse publiek. De 262e en laatste aflevering werd uitgezonden op 19 februari 2015.

## Verhaal

### De Charlie Sheen-jaren (2003–2011)
Charlie Harper (Charlie Sheen) is een vrijgezelle jingle- en reclameschrijver. Charlie, een pianist, leidt een lekker leventje in zijn strandhuis in Malibu, verdient veel geld en heeft aan vrouwen geen gebrek. Zijn luxeleven wordt abrupt verstoord als zijn jongere broer Alan Harper (Jon Cryer) en diens zoontje Jake (Angus T. Jones) bij Charlie intrekken nadat Alans huwelijk met Judith (Marin Hinkle) op de klippen liep. Alans zoontje Jake verblijft 's weekends bij zijn oom en vader.
Terugkerende intriges zijn de slechte verstandhouding tussen de broers en hun moeder Evelyn (Holland Taylor), Charlie's levensstijl die bulkt van de drank en de vrouwen, het beklagenswaardige liefdesleven van Alan, en Charlie die voortdurend wordt gestalkt door zijn buurvrouw Rose (Melanie Lynskey) na een onenightstand op een gegeven avond. Naarmate de serie vordert is Charlie het beu dat Alan bij hem blijft wonen en vormt ook dat een angel die steeds op de voorgrond staat. En dan is er ook nog de naïviteit van de puberende Jake en Charlie's sarcastische huishoudster Berta (Conchata Ferrell), die geniet van de halfgare avonturen van de broers.
Door drank- en drugsproblemen van Charlie Sheen en geschillen tussen hem en de producenten, werd de productie van het achtste seizoen halverwege stopgezet. Het geplande aantal afleveringen van 24 werd dus niet gehaald. In de laatste aflevering waarin Sheen meespeelt, vertrekt Charlie met zijn vriendin en eeuwige stalkster Rose naar Parijs.

### Doorstart met Ashton Kutcher (2011–2015)
Vanaf september 2011 ging de serie weer verder en verbrak haar eigen kijkcijferrecords. Het seizoen begint met de begrafenis van Charlie Harper. Charlie blijkt gestorven te zijn nadat hij in Parijs onder een trein terechtkwam. Hoewel hij zou zijn uitgegleden wordt er sterk gesuggereerd dat Rose hem heeft geduwd nadat ze hem betrapte met een andere vrouw. Het nieuwe personage Walden Schmidt, een internetmiljardair gespeeld door Ashton Kutcher, betreedt hierna het toneel van Two and a Half Men. Walden heeft Charlie's huis gekocht en is net gescheiden van Bridget Schmidt, gespeeld door Judy Greer, en heeft zelfmoordneigingen. Alan praat die gedachten uit zijn hoofd. Walden is verstandelijk nog een kind van twaalf, waar de komische situaties met hem uit voortkomen. Hij draagt eenvoudige kledij, een paar sandalen en soms loopt Walden zonder bovenkleding en op blote voeten rond. Kutcher noemde hem een kruising tussen Jezus en een alien.
Walden laat huishoudster Berta blijven en Alan komt terug (later met zoon) en wringt zich toch weer slim de huishouding in. Later staat Walden erop dat Alan blijft wonen in Malibu als, inmiddels, zijn vertrouwenspersoon en vriend. In het allerlaatste seizoen willen Alan en Walden een kind adopteren. Om het adoptieproces wat vlotter te laten verlopen besluiten ze om een nephuwelijk te plannen. Alles verloopt volgens plan en ze krijgen de 6-jarige Louis toegewezen. Uiteindelijk kan Walden Louis voorgoed adopteren en scheiden hij en Alan (hoewel Alan wel in het huis blijft wonen). Alan herenigt zich met zijn ex-vriendin Lyndsey (Courtney Thorne-Smith) en vraagt haar ten huwelijk.

#### Vertrek van Angus T. Jones
Aan het einde van het tiende seizoen vertrok Jake voor minstens een jaar naar Japan, waardoor hij niet langer te zien was in het elfde seizoen. Angus T. Jones, de vertolker van Jake, had namelijk zijn wens uitgedrukt de serie te verlaten op basis van religieuze overtuigingen. In dit seizoen kwam Jenny (Amber Tamblyn), Charlies lesbische dochter van wie niemand het bestaan wist, in het huis van Walden wonen bij haar oom Alan. Tamblyn werd door de makers gecast als vervanging voor Angus T. Jones als 'Half Man'. Jones raadde mensen zelfs af om nog naar de serie te kijken.

#### Finale
In de laatste aflevering wordt onthuld dat Charlie nog in leven is en dat Rose zijn dood in scène heeft gezet. Hij zat vier jaar lang vast in een put onder het huis van Rose. Hij kan uiteindelijk ontsnappen en zint op wraak tegenover Alan, Walden en zijn moeder. Ondertussen krijgen verschillende mensen uit Charlies verleden geld toegestuurd van hem. Onder meer Jenny, Berta, Mia (Emmanuelle Vaugier) en Chelsea (Jennifer Taylor) krijgen geld opgestuurd en een verontschuldiging van Charlie voor zijn vroegere daden. Alan en Walden vrezen voor hun leven en vragen hulp aan de politie.
Inmiddels keert Jake terug met het nieuws dat hij nu een miljonair is en getrouwd is. De politie kan "Charlie" arresteren, maar ze blijken de verkeerde man te hebben. De aflevering eindigt met Alan, Berta (die nu ook rijk is) en Walden die een sigaar roken om de goede afloop te vieren. In de verte is te zien dat een helikopter waaronder een piano hangt in de richting van het huis vliegt.
Net wanneer Charlie wil aanbellen, valt de piano op zijn hoofd. Hiermee eindigt de serie na twaalf jaar.

## Situering en humor
De meeste scènes spelen zich af in het strandhuis van Charlie Harper, later dat van Walden Schmidt, een huis dat meermaals een upgrade heeft gekregen qua interieur. Aan het begin van het tweede seizoen waren bijvoorbeeld de keukenkasten van Charlie deels bruin geschilderd, voorheen hadden de kasten een volledig witte tint. Na verloop van tijd schafte hij zich ook nieuw meubilair aan voor zijn woonkamer – Alan wilde inspraak en kocht meubels zonder toestemming – en toen Charlie en Chelsea verloofd waren, richtte Chelsea zijn slaapkamer in volgens haar smaak (ander bedlinnen, eigen kussens). Door de komst van Ashton Kutcher als Walden Schmidt, een internetmiljardair, kreeg het strandhuis een hypermoderne look en verdween het nogal klassiek uitziende interieur dat Charlie destijds had gekozen.
Dikwijls werd een andere locatie getoond, zoals het huis van Judith en Herb in Sherman Oaks of de villa van moeder Evelyn. Het huis van Lyndsey, de aan-uit vriendin van Alan, lag in dezelfde straat als Judith en even verderop gesitueerd. Het café waar Charlie en Alan steevast een biertje of een whisky gaan drinken als ze weer eens in de rats zitten of ter gelegenheid van iets anders, Pavlov's, komt vaak in beeld. Later in de serie brengen Charlie en Alan 's ochtends hun tijd door in The Malibu Coffee Shop, waar Charlie zijn ex Mia na twee jaar terugziet en waar Alan wordt gestalkt door Chris, de ex van Lyndsey.
De serie teert voornamelijk op droge situatiehumor die doorgaans sarcastisch van aard is, en soms zwart, cynisch en gevat (vooral de personages Charlie en Berta). Charlie heeft de neiging te gaan filosoferen als hij iemand weer eens hard aanpakt. In het derde seizoen neemt hij zowel Judith als Alan op de korrel: "Je weet wat ze zeggen, 'mevrouw Harper', de gemiddelde man is als een muilezel. Als je hem niet slaat, blijft hij de hele dag ploegen. Ik wil niet frank zijn, maar ik ben het beu met je te praten." zegt hij tegen Judith ("Golly Moses, She's a Muffin").
Het rampzalige leven van Alan Harper, door een echtscheiding en later zijn onvermogen om een eigen stulpje te vinden, vormen de basis voor vele grappen door de anderen. Daarnaast is er (de oudere) Jake, niet de snuggerste van de klas. Met de naïeve Jake wordt gelachen, zelfs vader Alan doet mee. Een voorbeeld uit het zesde seizoen met Jake en Charlie uit de aflevering "Good Morning, Mrs. Butterworth": So what's dad's dummy doing here? ("Wat moet pa zijn [buikspreek]pop hier?", dummy kan ook domkop betekenen), waarop Charlie: "He pissed off his mother." Jake: "Hey, I did that, too". Charlies losbandige omgang met vrouwen vormt de basis van vele grappen tegen hem gericht.

## Rolverdeling

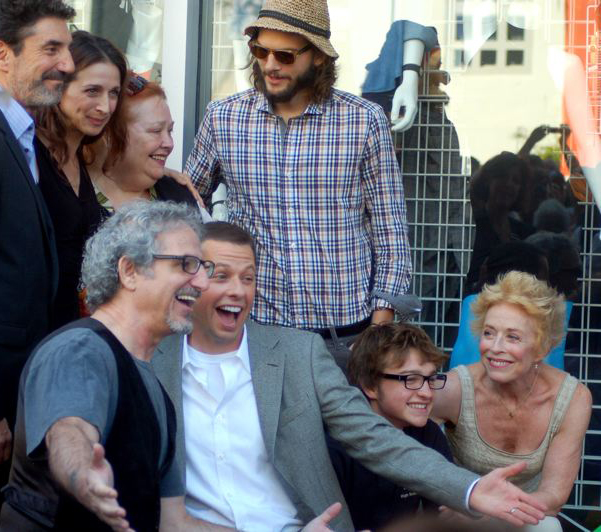
Acteurs en bedenkers van Two and a Half Men op de Hollywood Walk of Fame in 2011.
Boven, v.l.n.r.: Chuck Lorre, Marin Hinkle, Conchata Ferrell, Ashton Kutcher.
Onder, v.l.n.r.: Lee Aronsohn, Jon Cryer, Angus T. Jones, Holland Taylor.

| Acteur                | Personage                   | Opmerkingen                              |
| --------------------- | --------------------------- | ---------------------------------------- |
| Charlie Sheen         | Charlie Harper              | Seizoen 1–8                              |
| Jon Cryer             | Alan Harper                 | Seizoen 1–12                             |
| Angus T. Jones        | Jake Harper                 | Seizoen 1–10; gastrol in seizoen 12      |
| Ashton Kutcher        | Walden Schmidt              | Seizoen 9–12                             |
| Conchata Ferrell      | Berta                       | Seizoen 1–12                             |
| Holland Taylor        | Evelyn Harper               | Seizoen 1–12                             |
| Marin Hinkle          | Judith Melnick              | Seizoen 1–9; gastrol in seizoen 10–12    |
| Melanie Lynskey       | Rose                        | Seizoen 1–10; gastrol in seizoen 11–12   |
| April Bowlby          | Kandi                       | Seizoen 3–4; gastrol in seizoen 10 en 12 |
| Jennifer Bini Taylor  | Chelsea Melini              | Seizoen 6–7; gastrol in seizoen 9 en 12  |
| Amber Tamblyn         | Jenny Harper                | Seizoen 11–12                            |
| Courtney Thorne-Smith | Lyndsey McElroy             | Seizoen 7–12                             |
| Edan Alexander        | Louis Schmidt               | Seizoen 12                               |
| J.D. Walsh            | Ted/Gordon                  | Seizoen 1–8                              |
| Ryan Stiles           | Dr. Herbert "Herb" Melnick  | Seizoen 2–10, 12                         |
| Emmanuelle Vaugier    | Mia                         | Seizoen 3; gastrol in seizoen 5–7, 9, 12 |
| Kelly Stables         | Melissa                     | Seizoen 6–8                              |
| Graham Patrick Martin | Eldridge McElroy            | Seizoen 7–9                              |
| Sophie Winkleman      | Zoey Hyde-Tottingham-Pierce | Seizoen 9–10; gastrol in seizoen 12      |
| Brooke D'Orsay        | Kate                        | Seizoen 10; gastrol in seizoen 11        |
| Maggie Lawson         | Ms. McMartin                | Seizoen 12                               |

## Seizoenen en dvd's
| Seizoen | Uitgekomen (regio 2) | Afl. |
| ------- | -------------------- | ---- |
| 1       | 12 september 2005    | 24   |
| 2       | 28 augustus 2006     | 24   |
| 3       | 19 mei 2008          | 24   |
| 4       | 6 oktober 2008       | 24   |
| 5       | 13 april 2009        | 19   |
| 6       | 5 oktober 2009       | 24   |
| 7       | 21 september 2010    | 22   |
| 8       | 8 augustus 2011      | 16   |
| 9       | 1 oktober 2012       | 24   |
| 10      | 30 september 2013    | 23   |
| 11      | 20 september 2014    | 22   |
| 12      | 18 november 2015     | 16   |

## Trivia
- Charlie Sheen speelde eerder een personage genaamd Charlie Crawford in de sitcom Spin City.
- Sheen en Cryer speelden reeds samen in de films Hot Shots! en Hot Shots! Part Deux. Ook Ryan Stiles (die in de serie het personage Herb Melnick vertolkt) speelde in beide films.
- Charlie Sheen, Jon Cryer en Angus T. Jones, als hun personages, hebben een cameo in de komische film Due Date uit 2010, met Zach Galifianakis.